# اتوک (شهرستان تنگ)
اتوک (به لاتین: Ottuk) یک منطقهٔ مسکونی در قرقیزستان است که در شهرستان تنگ (قرقیزستان) واقع شده‌است. اتوک ۱٬۵۸۱ نفر جمعیت دارد و ۱٬۶۲۰ متر بالاتر از سطح دریا واقع شده‌است.